# Venetščina
Venétščina ali venétski jêzik je izumrl indoevropski jezik, ki so ga govorili Veneti, železnodobni prebivalci severovzhodne Italije (od 8. stoletja do 1. stoletja pr. n. št.), na območju današnje dežele Veneto. Izpričan je v okoli 300 kratkih napisih iz obdobja med 6. in 1. stoletja pr. n. št. 

## Jezikoslovna uvrstitev
Venetščina je indoevropski jezik kentumske oblike. Najbliže je sorodna italskim jezikom, posebej latinščini.
Do okoli leta 1950 so jezikoslovci venetščino povezovali z ilirščino, kasneje pa sta se pojavili dve vzporedni teoriji. Prva se opira na nesporne podobnosti med venetščino in latinščino ter zagovarja uvrstitev venetščine v italsko skupino. Druga opozarja na razlike med venetščino in italskimi jeziki ter poudarja izoglose, ki jih venetščina deli z drugimi indoevropskimi vejami, posebej z germanskimi jeziki, in zato šteje venetščino kot samostojen indoevropski jezik. 
Obe videnji imata zagovornike. Po hipotezi, ki jo podpirajo jezikoslovci Beeler, Porzig, Krahe, Hamp, Lejeune in Georgiev, tvorijo venetščina ter latino-faliskijska jezika eno vejo italskih jezikov, ki jo zemljepisno loči druga, osko-umbrijska veja. Jezikoslovci Polomé, Safarewicz, Hirunuma, Campanile pa venetščino štejejo za samostojen indoevropski jezik. Vendar se podobnosti venetščine z germanskimi jeziki pojavljajo samo v besedišču in naj bi nastale v obdobju, ko je bila praitalska govorna skupnost v stiku s pragermansko.
Na podlagi onomastičnih virov jezikoslovci sklepajo, da je bil venetščini soroden tudi liburnijski jezik na območju jadranske Hrvaške (Mallory 1989: 91). Hrvaški jezikoslovec Radoslav Katičić ugotavlja, da antroponimi severovzhodnega ali po njegovem severnojadranskega dela rimske province Ilirik, ki ustrezajo deželi Liburnov, pripadajo širšemu antroponomastičnemu območju, ki vključuje tudi deželo Venetov, Istro in vzhodne Alpe. Sosednje območje, ki ga imenuje dalmatinsko-panonsko in ustreza deželam Dalmatov in Japodov v času rimskega zavzetja ter sega vse do Panonije, prav tako izpričuje številne podobnosti s prvim. Ta odkritja predstavljajo nov pogled na italske jezikovne značilnosti, ki so morda segale vse do Srednje Evrope.
Podroben pregled o odnosu venetščine do drugih indoevropskih jezikov ponuja Lejeune (1974: 163-173).

## Značilnosti
Glasoslovje
V glasoslovju kaže venetščina izrazito sorodnost z italskimi jeziki, predvsem pri razvoju indoevropskih zapornikov. Aspirirani zaporniki *bh, *dh in *gh so se v venetščini v vzglasnem položaju razvili v nezveneče /f/, /f/ in /h/, enako kot v latinščini in osko-umbrijskih jezikih. 
- venetsko vhraterei (venetski vh označuje glas /f/), latinsko fratri: 'bratu' (dajalnik ednine) < praindoevropsko *bhraterei

- venet. vhagsto, lat. fēcit, oskijsko fakiiad, umbrijsko façia < praindoevropsko *dhə1k- 'narediti'

V medvokalni poziciji sta se zapornika *bh in *dh razvila v zveneča zapornika /b/ in /d/, enako kot v latinščini, medtem ko so faliskijščina in osko-umbrijski jeziki obdržali nezveneči /f/.
- venet. louderobos (daj. mn.), lat. līberī 'otroci'; oskijsko lúvfreís (rod. ed.) 'Liber' (italski bog rasti, ploditve in sajenja) < praindoevropsko *leudhero-

Vzporeden z latinščino je tudi razvoj ustnično-mehkonebnih *gw- v w- in *kw- v kv-
- ven. vivoi, lat. vīvus < praindoevropsko *gwīwo- 'živ'

Oblikoslovje
Venetščina je domnevno imela šest ali sedem sklonov ter štiri glagolske spregatve (podobno kot latinščina). V sklanjatvi samostalnikov je izpričana tudi dvojina. 
V oblikah osebnih zaimkov kaže venetščina podobnosti z germanskimi jeziki:
| venetsko                  | gotsko | (latinsko) |
| ------------------------- | ------ | ---------- |
| ego (jaz, imenovalnik)    | ik     | (ego)      |
| mego (mene, me, tožilnik) | mik    | (me)       |

| venetsko                  | starovisokonemško | (latinsko)  |
| ------------------------- | ----------------- | ----------- |
| sselboisselboi (sam sebi) | selb selbo        | (sibi ipsi) |

Besedišče
Iz venetskih napisov je znanih okoli 60 venetskih besed in 300 antroponimov (osebnih imen). Nekatere besede so prevzete iz latinščine, npr. libertos < lat. lībertus 'osvobojenec'.

1 tožilnik ednine 

2 dajalnik ednine 

3 (domnevni pomen) 

4 dajalnik, ablativ množine, latinsko -bus, ide. *-bhyos 

5 Līber bog rasti in stvarjenja, līberī otroci

6 latinsko neque, nec

## Pisava
Venetska pisava spada skupaj z retijsko in lepontsko (imenovano tudi lugansko) pisavo v družino severnoetruščanskih abeced, iz katere se je verjetno razvila tudi germanska pisava rune. Venetska pisava izhaja neposredno iz etruščanske abecede. Je punktirana pisava, kar pomeni, da vsebuje ločila (pike), ki omejujejo črke po točno določenih pravilih glede na njihov položaj. Značilnost venetske pisave so tudi znaki za zveneče glasove [b], [d] in [g], ki jih etruščanski jezik ni poznal. 
Verjetno je venetska pisava nastala v svetiščih, kjer so jo tudi poučevali, saj so različice venetske pisave vezane prav na taka svetišča, ki so bila pisarski centri. Posamezne različice venetske pisave se razlikujejo v grafičnem izgledu nekaterih črk, njihov sistem pa je enak. Najpomembnejši vpliv je imela različica, sprejeta v svetišču Reitije (Reitia) v mestu Este, ki je bilo kulturno središče Severnojadranskih Venetov (Istenič 1990: 76-77; Haarmann 2002: 206; Prosdocimi in Pellegrini 1967: 23-27).

### Uporaba pik
Značilnost venetske pisave (ki se posamično pojavlja tudi v nekaterih etruščanskih tekstih) je uporaba pik med določenimi črkami. S pikami so označevali soglasnike, ki jim ni sledil samoglasnik (npr. zona.s.to, kjer s sledi t), oziroma samoglasnike, ki jim ni sledil soglasnik (npr. .o.p za glas o na začetku besede). Ta navada priča o dejstvu, da je etruščansko-venetska pismenost, ki preko grškega posredovanja izvira iz feničanske (tj. semitskega jezika), imela bolj zlogoven kot črkoven značaj. To pomeni, da so vsako črko razumeli kot zlog v smislu sestave soglasnik + samogalnik, zaradi česar so glasove s samostojno vrednostjo (en sam samoglasnik ali soglasnik) razumeli kot edinstvene in jih tako tudi zapisovali. Pri najstarejšem venetskem napisu iz okoli 550 pr. n. št. uporabe pik še ni zaslediti, kar nakazuje, da se ta grafična tehnika razvila šele kasneje (Haarmann 2002: 206).

## Napisi
Najpomembnejši znanstveniki, ki so preučili in razložili venetske napise, so Carl Pauli, Hans Krahe, Giovan Battista Pellegrini in Aldo Luigi Prosdocimi ter Michel Lejeune.
V novejšem času se z venetskim jezikom in kulturo ukvarjata Loredana Calzavara Capuis (bibliografija Arhivirano 2005-08-06 at Archive.is) in Anna Maria Chieco Bianchi.
Najpomembnejša najdišča venetskih napisov so na območju pokrajine Veneto v severovzhodni Italiji (mesta Este, Cadore, Padova in njihova okolica). Na ozemlju Slovenije so napisi v venetski pisavi znani z Vač, Ženjaka (Negovska čelada), iz Škocjana na Krasu in Idrije pri Bači (ES 14. zv. 2000: 183), na območju Avstrije pa se kot najdišče venetskih napisov pojavlja Ziljska dolina (Würmlach, Gurina).
Po vsebini so venetski napisi večinoma nagrobni spomeniki in votivni izreki. Najstarejši napisi so iz 6. stoletja pr. n. št. Z ustanovitvijo mesta Aquileia (današnji Oglej) leta 181 pr. n. št. se je začela romanizacija Venetov. Najmlajši venetski napisi (v latinici) so iz 1. stoletja pr. n. št. nato pa je venetski jezik zamenjala latinščina.  

### Zgledi venetskih napisov
Napis Es 45 na bronasti igli (najdišče: Este):
- venetsko: mego donasto Śainatei Reitiiai Porai Egeotora Aimoi ke louderobos
- latinsko: me donavit sanatrici Reitiae bonae Egetora pro Aemo que liberis
- slovensko: Egetora me je daroval(a) dobri zdravilki Reitiji za Aema in otroke

(Prosdocimi in Pellegrini 1967: 149-150).
Napis Ca 4 Valle na situli (najdišče: Cadore): 
- venetsko: eik Goltanos doto Louderai kanei
- latinsko: hic Goltanus dedit Liberae Cani
- slovensko: to je Goltanus daroval devici Kani

(Prosdocimi in Pellegrini 1967: 464-468).
Napis Ca 66 na ročaju (najdišče: Cadore):
- venetsko: Fovo Fouvonikos doto donom Trumusijatei
- latinsko: Fuvo Fuvonicus dedit donum Trumusiati
- slovensko: Fuvo Fuvonikus je dal darilo Trumusiati

(Prosdocimi in Pellegrini 1967: 547-548).